# Taylorova řada

Taylorův rozvoj stupně 1, 3, 5, 7, 9, 11 a 13 funkce sin(x). Sin(x) je vyznačen černě.

Taylorova řada je v matematice zvláštní mocninná řada.
Za určitých předpokladů o funkci f(x) v okolí bodu a lze tuto funkci vyjádřit (rozvinout) jako mocninnou řadu. Toto vyjádření funkce prostřednictvím Taylorovy řady se označuje jako Taylorův rozvoj. Pokud se jedná o rozvoj v okolí bodu 0, mluvíme o Maclaurinově řadě.
Pro přibližné vyjádření hodnot funkce není nutné vyjadřovat všechny členy Taylorovy řady, ale můžeme zanedbat členy s vyššími derivacemi. Získáme tím tzv. Taylorův polynom. Taylorův polynom tedy aproximuje hodnoty funkce, která má v daném bodě derivaci, pomocí polynomu, jehož koeficienty závisí na derivacích funkce v tomto bodě.
Řada je pojmenována po anglickém matematikovi Brooku Taylorovi, který ji publikoval v roce 1712, avšak metoda aproximace funkce mocninnou řadou byla objevena již roku 1671 Jamesem Gregorym.

## Definice
V případě existence všech konečných derivací funkce {\displaystyle f} v bodě {\displaystyle a} lze Taylorovu řadu zapsat jako
{\displaystyle f(x)=f(a)+{\frac {f^{\prime }(a)}{1!}}(x-a)+{\frac {f^{\prime \prime }(a)}{2!}}(x-a)^{2}+{\frac {f^{(3)}(a)}{3!}}(x-a)^{3}+\cdots =\sum _{k=0}^{\infty }{\frac {f^{(k)}(a)}{k!}}(x-a)^{k}.}
Má-li funkce {\displaystyle f} v bodě {\displaystyle a} konečné derivace až do řádu {\displaystyle n}, pak Taylorův polynom řádu {\displaystyle n} funkce {\displaystyle f} v bodě {\displaystyle a} je polynom:
{\displaystyle T_{n}^{f,a}(x)=f(a)+{\frac {f^{\prime }(a)}{1!}}(x-a)+{\frac {f^{\prime \prime }(a)}{2!}}(x-a)^{2}+\cdots +{\frac {f^{(n)}(a)}{n!}}(x-a)^{n}=\sum _{k=0}^{n}{\frac {f^{(k)}(a)}{k!}}(x-a)^{k},}
kde nultou derivací je myšlena samotná funkce, tzn. {\displaystyle f^{(0)}=f}. Taylorův polynom je tedy speciálním případem Taylorovy řady, který získáme tehdy, jsou-li od určitého {\displaystyle n} všechny vyšší derivace nulové.

### Taylorova věta
Rozvoj funkce {\displaystyle f(x)}, která má v okolí bodu {\displaystyle a} konečné derivace do {\displaystyle (n+1)}-tého řádu je obsahem Taylorovy věty, která říká, že takovéto funkce lze v okolí bodu {\displaystyle a} vyjádřit jako
{\displaystyle f(x)=f(a)+{\frac {f^{\prime }(a)}{1!}}(x-a)+{\frac {f^{\prime \prime }(a)}{2!}}{(x-a)}^{2}+\cdots +{\frac {f^{(n)}(a)}{n!}}{(x-a)}^{n}+R_{n+1}^{f,a}(x).}
Nechť je funkce {\displaystyle \varphi } spojitá na okolí bodu {\displaystyle a} a zároveň má na tomto okolí vlastní nenulovou derivaci. Potom existuje {\displaystyle c} z tohoto okolí tak, že
{\displaystyle R_{n+1}^{f,a}(x)={\frac {1}{n!}}{\frac {\varphi (x)-\varphi (a)}{\varphi ^{\prime }(c)}}f^{(n+1)}(c)(x-c)^{n}.}
Speciálně lze zbytek {\displaystyle R_{n+1}} vyjádřit i některým z následujících tvarů (při zachování odpovídajících podmínek):
| {\displaystyle R_{n+1}^{f,a}(x)={\frac {f^{(n+1)}(c)}{(n+1)!}}{(x-a)}^{n+1}}     | tzv. Lagrangeův tvar zbytku, tedy {\displaystyle \varphi (t)=(x-t)^{n+1}}, |
| {\displaystyle R_{n+1}^{f,a}(x)={\frac {1}{n!}}f^{(n+1)}(c)(x-c)^{n}(x-a)\quad } | tzv. Cauchyův tvar zbytku, tedy {\displaystyle \varphi (t)=t}.             |
Taylorova řada funkce {\displaystyle f(x)} konverguje v bodě {\displaystyle x} k funkční hodnotě {\displaystyle f(x)} právě když
{\displaystyle \lim _{n\to \infty }R_{n}^{f,a}(x)=0.}

### Taylorova řada funkce více proměnných
Pro funkci {\displaystyle f(x_{1},\ldots ,x_{n})} lze v okolí bodu {\displaystyle A=[a_{1},\ldots ,a_{n}]} vyjádřit Taylorovu větu pomocí totálních diferenciálů jako
{\displaystyle f(x_{1},\ldots ,x_{n})=f(a_{1},\ldots ,a_{n})+{\frac {\mathrm {d} f(a_{1},\ldots ,a_{n})}{1!}}+{\frac {\mathrm {d} ^{2}f(a_{1},\ldots ,a_{n})}{2!}}+\cdots +{\frac {\mathrm {d} ^{n}f(a_{1},\ldots ,a_{n})}{n!}}+R_{n+1}^{f,a},}
kde funkci {\displaystyle R_{n+1}^{f,a}}, která udává chybu, které se dopouštíme při ukončení rozvoje n-tým členem, lze vyjádřit ve tvaru
{\displaystyle R_{n+1}^{f,a}={\frac {\mathrm {d} ^{n+1}f(a_{1}+\Theta (x_{1}-a_{1}),a_{2}+\Theta (x_{2}-a_{2}),...,a_{n}+\Theta (x_{n}-a_{n}))}{(n+1)!}}}
pro {\displaystyle \Theta \in (0,1)}.

## Maclaurinova řada
Pro {\displaystyle a=0} přechází Taylorova řada v řadu Maclaurinovu, tedy
{\displaystyle f(x)=f(0)+\sum _{n=1}^{\infty }{\frac {f^{(n)}(0)}{n!}}x^{n}}

### Maclaurinovy řady běžných funkcí
- Maclaurinova řada polynomu je tentýž polynom.

- {\displaystyle \mathrm {e} ^{x}=1+x+{\frac {x^{2}}{2!}}+{\frac {x^{3}}{3!}}+\cdots =\sum _{k=0}^{\infty }{\frac {x^{k}}{k!}}\;{\mbox{ pro }}x\in (-\infty ,\infty )}

- {\displaystyle a^{x}=1+{\frac {x\ln a}{1!}}+{\frac {x^{2}\ln ^{2}a}{2!}}+{\frac {x^{3}\ln ^{3}a}{3!}}+\cdots =\sum _{n=0}^{\infty }{\frac {{(x\ln a)}^{n}}{n!}}\;{\mbox{ pro }}a>0,x\in (-\infty ,\infty )}

- {\displaystyle {\frac {1}{1-x}}=1+x+x^{2}+x^{3}+\cdots =\sum _{n=0}^{\infty }{x^{n}}\;{\mbox{ pro }}x\in (-1,1)}

- {\displaystyle {(1+x)}^{r}=1+{r \choose 1}x+{r \choose 2}x^{2}+{r \choose 3}x^{3}+\cdots =\sum _{n=0}^{\infty }{r \choose n}x^{n}\;{\mbox{ pro }}r\in \mathbb {R} ,x\in (-1,1),}

{\displaystyle {\binom {r}{n}}=\prod _{k=1}^{n}{\frac {r-k+1}{k}}={\frac {r\cdot (r-1)\cdot \cdot \cdot (r-n+1)}{n!}}}
- {\displaystyle \ln(1+x)=x-{\frac {x^{2}}{2}}+{\frac {x^{3}}{3}}-{\frac {x^{4}}{4}}+{\frac {x^{5}}{5}}-\cdots =\sum _{n=1}^{\infty }{(-1)}^{n+1}{\frac {x^{n}}{n}}\;{\mbox{ pro }}x\in (-1,1\rangle }

- {\displaystyle \ln {\frac {1+x}{1-x}}=2\left[x+{\frac {x^{3}}{3}}+{\frac {x^{5}}{5}}+{\frac {x^{7}}{7}}+\cdots \right]=2\sum _{n=0}^{\infty }{\frac {x^{2n+1}}{2n+1}}\;x\in (-1,1)}

#### Goniometrické funkce
- {\displaystyle \sin x=x-{\frac {x^{3}}{3!}}+{\frac {x^{5}}{5!}}-{\frac {x^{7}}{7!}}+\cdots =\sum _{n=0}^{\infty }{(-1)}^{n}{\frac {x^{2n+1}}{(2n+1)!}}\;{\mbox{ pro }}x\in (-\infty ,\infty )}
- {\displaystyle \cos x=1-{\frac {x^{2}}{2!}}+{\frac {x^{4}}{4!}}-{\frac {x^{6}}{6!}}+\cdots =\sum _{n=0}^{\infty }{(-1)}^{n}{\frac {x^{2n}}{(2n)!}}\;{\mbox{ pro }}x\in (-\infty ,\infty )}
- {\displaystyle \operatorname {tg} \,x=x+{\frac {1}{3}}x^{3}+{\frac {2}{15}}x^{5}+{\frac {17}{315}}x^{7}+\cdots \;{\mbox{ pro }}x\in \left(-{\frac {\pi }{2}},{\frac {\pi }{2}}\right)}
- {\displaystyle \operatorname {cotg} \,x={\frac {1}{x}}-{\frac {1}{3}}x-{\frac {1}{45}}x^{3}-{\frac {2}{945}}x^{5}-\cdots \;{\mbox{ pro }}x\in (0,\pi )}

#### Cyklometrické funkce
- {\displaystyle \operatorname {arcsin} \,x=x+{\frac {1}{2}}{\frac {x^{3}}{3}}+{\frac {1}{2}}{\frac {3}{4}}{\frac {x^{5}}{5}}+{\frac {1}{2}}{\frac {3}{4}}{\frac {5}{6}}{\frac {x^{7}}{7}}+\cdots =\sum _{n=0}^{\infty }{\frac {(2n-1)!!}{(2n)!!}}{\frac {x^{2n+1}}{2n+1}}\;{\mbox{ pro }}x\in \langle -1,1\rangle }

- {\displaystyle \operatorname {arccos} \,x={\frac {\pi }{2}}-\arcsin \,x={\frac {\pi }{2}}-\sum _{n=0}^{\infty }{\frac {(2n-1)!!}{(2n)!!}}{\frac {x^{2n+1}}{2n+1}}\;{\mbox{ pro }}x\in \langle -1,1\rangle }

- {\displaystyle \operatorname {arctg} \,x=x-{\frac {x^{3}}{3}}+{\frac {x^{5}}{5}}-{\frac {x^{7}}{7}}+\cdots =\sum _{n=0}^{\infty }{(-1)}^{n}{\frac {x^{2n+1}}{2n+1}}\;{\mbox{ pro }}x\in \langle -1,1\rangle }

#### Hyperbolické funkce
- {\displaystyle \sinh x=x+{\frac {x^{3}}{3!}}+{\frac {x^{5}}{5!}}+\cdots =\sum _{n=0}^{\infty }{\frac {x^{2n+1}}{(2n+1)!}}\;{\mbox{ pro }}x\in (-\infty ,\infty )}

- {\displaystyle \cosh x=1+{\frac {x^{2}}{2!}}+{\frac {x^{4}}{4!}}+\cdots =\sum _{n=0}^{\infty }{\frac {x^{2n}}{(2n)!}}\;{\mbox{ pro }}x\in (-\infty ,\infty )}

- {\displaystyle \tanh \,x=x-{\frac {1}{3}}x^{3}+{\frac {2}{15}}x^{5}-{\frac {17}{135}}x^{7}+\cdot \cdot \cdot \;{\mbox{ pro }}x\in {\Bigl (}-{\frac {\pi }{2}},{\frac {\pi }{2}}{\Bigr )}}

#### Hyperbolometrické funkce
- {\displaystyle \operatorname {arcsinh} \,x=\sum _{n=0}^{\infty }{\frac {(-1)^{n}(2n)!}{4^{n}(n!)^{2}(2n+1)}}x^{2n+1}\;{\mbox{ pro }}x\in \langle -1,1\rangle }
- {\displaystyle \operatorname {arctanh} \,x=\sum _{n=0}^{\infty }{\frac {x^{2n+1}}{2n+1}}\;{\mbox{ pro }}x\in (-1,1)}

## Výpočet Taylorova polynomu
Pro výpočet Taylorova polynomu složitějších funkcí se používá několik metod. Dá se počítat přímo z definice, což ale vyžaduje výpočet derivací vyšších řádů, které mohou být složité. Častěji se používá substituce, násobení, dělení, sčítání nebo odčítání Taylorových polynomů známých funkcí.

### První příklad
Chceme spočítat Taylorův polynom řádu 7 v bodě 0 funkce {\displaystyle f(x)=\ln(\cos(x))}. Nejprve si funkci přepíšeme jako {\displaystyle f(x)=\ln(1+(\cos(x)-1)).}
Taylorův polynom přirozeného logaritmu je {\displaystyle \textstyle \ln(1+z)=z-{\frac {z^{2}}{2}}+{\frac {z^{3}}{3}}+O(z^{4})} a funkce kosinus {\displaystyle \textstyle \cos(x)=1-{\frac {x^{2}}{2}}+{\frac {x^{4}}{24}}-{\frac {x^{6}}{720}}+O(x^{8})} (používáme notaci velké O, neboli Landauovu notaci).
Nyní využijeme substituce vnitřní funkce a vynecháme členy stupně vyššího než 7 díky použití notace velké O:
{\displaystyle {\begin{aligned}f(x)&=\ln(1+(\cos \,x-1))=(\cos \,x-1)-{\frac {1}{2}}(\cos \,x-1)^{2}+{\frac {1}{3}}(\cos \,x-1)^{3}+O((\cos \,x-1)^{4})\\&={\Bigl (}-{\frac {x^{2}}{2}}+{\frac {x^{4}}{24}}-{\frac {x^{6}}{720}}+O(x^{8}){\Bigr )}-{\frac {1}{2}}{\Bigl (}-{\frac {x^{2}}{2}}+{\frac {x^{4}}{24}}+O(x^{6}){\Bigr )}^{2}+{\frac {1}{3}}{\Bigl (}-{\frac {x^{2}}{2}}+O(x^{4}){\Bigr )}^{3}+O(x^{8})\\&=-{\frac {x^{2}}{2}}+{\frac {x^{4}}{24}}-{\frac {x^{6}}{720}}-{\frac {x^{4}}{8}}+{\frac {x^{6}}{48}}-{\frac {x^{6}}{24}}+O(x^{8})=-{\frac {x^{2}}{2}}-{\frac {x^{4}}{12}}-{\frac {x^{6}}{45}}+O(x^{8}).\end{aligned}}}
Na závěr si můžeme všimnout, že koeficienty u {\displaystyle x,x^{3},x^{5},x^{7},\cdot \cdot \cdot } jsou nulové, což odpovídá tomu, že kosinus je sudá funkce.

### Druhý příklad
Chceme spočítat Taylorův polynom funkce {\displaystyle \textstyle g(x)={\frac {e^{x}}{\cos \,x}}} v bodě 0.
Máme známé Taylorovy polynomy: {\displaystyle \textstyle e^{x}=1+x+{\frac {x^{2}}{2!}}+{\frac {x^{3}}{3!}}+{\frac {x^{4}}{4!}}+O(x^{4})} a {\displaystyle \textstyle \cos \,x=1-{\frac {x^{2}}{2!}}+{\frac {x^{4}}{4!}}+O(x^{4})}. K řešení použijeme metodu neurčitých koeficientů.
Předpokládejme, že platí {\displaystyle \textstyle {\frac {e^{x}}{\cos \,x}}=c_{0}+c_{1}x+c_{2}x^{2}+c_{3}x^{3}+c_{4}x^{4}+\cdot \cdot \cdot } Vynásobíme obě strany rovnice jmenovatelem
{\displaystyle {\begin{aligned}e^{x}&=(c_{0}+c_{1}x+c_{2}x^{2}+c_{3}x^{3}+c_{4}x^{4})\cos \,x=(c_{0}+c_{1}x+c_{2}x^{2}+c_{3}x^{3}+c_{4}x^{4}){\Bigl (}1-{\frac {x^{2}}{2!}}+{\frac {x^{4}}{4!}}+O(x^{4}){\Bigr )}\\&=c_{0}-{\frac {c_{0}}{2}}x^{2}+{\frac {c_{0}}{4!}}x^{4}+c_{1}x-{\frac {c_{1}}{2}}x^{3}+{\frac {c_{1}}{4!}}x^{5}+c_{2}x^{2}-{\frac {c_{2}}{2}}x^{4}+{\frac {c_{2}}{4!}}x^{6}+c_{3}x^{3}-{\frac {c_{3}}{2}}x^{5}+{\frac {c_{3}}{4!}}x^{7}+O(x^{4})\\&=c_{0}+c_{1}x+{\Bigl (}c_{2}-{\frac {c_{0}}{2}}{\Bigr )}x^{2}+{\Bigl (}c_{3}-{\frac {c_{1}}{2}}{\Bigr )}x^{3}+{\Bigl (}c_{4}-{\frac {c_{2}}{2}}+{\frac {c_{0}}{4!}}{\Bigr )}x^{4}+O(x^{4})\end{aligned}}}
Porovnáním s koeficienty Taylorova polynomu exponenciální funkce dostáváme řešení
{\displaystyle {\frac {e^{x}}{\cos \,x}}=1+x+x^{2}+{\frac {2}{3}}x^{3}+{\frac {x^{4}}{2}}+O(x^{4})}